# Teresa Pojmańska

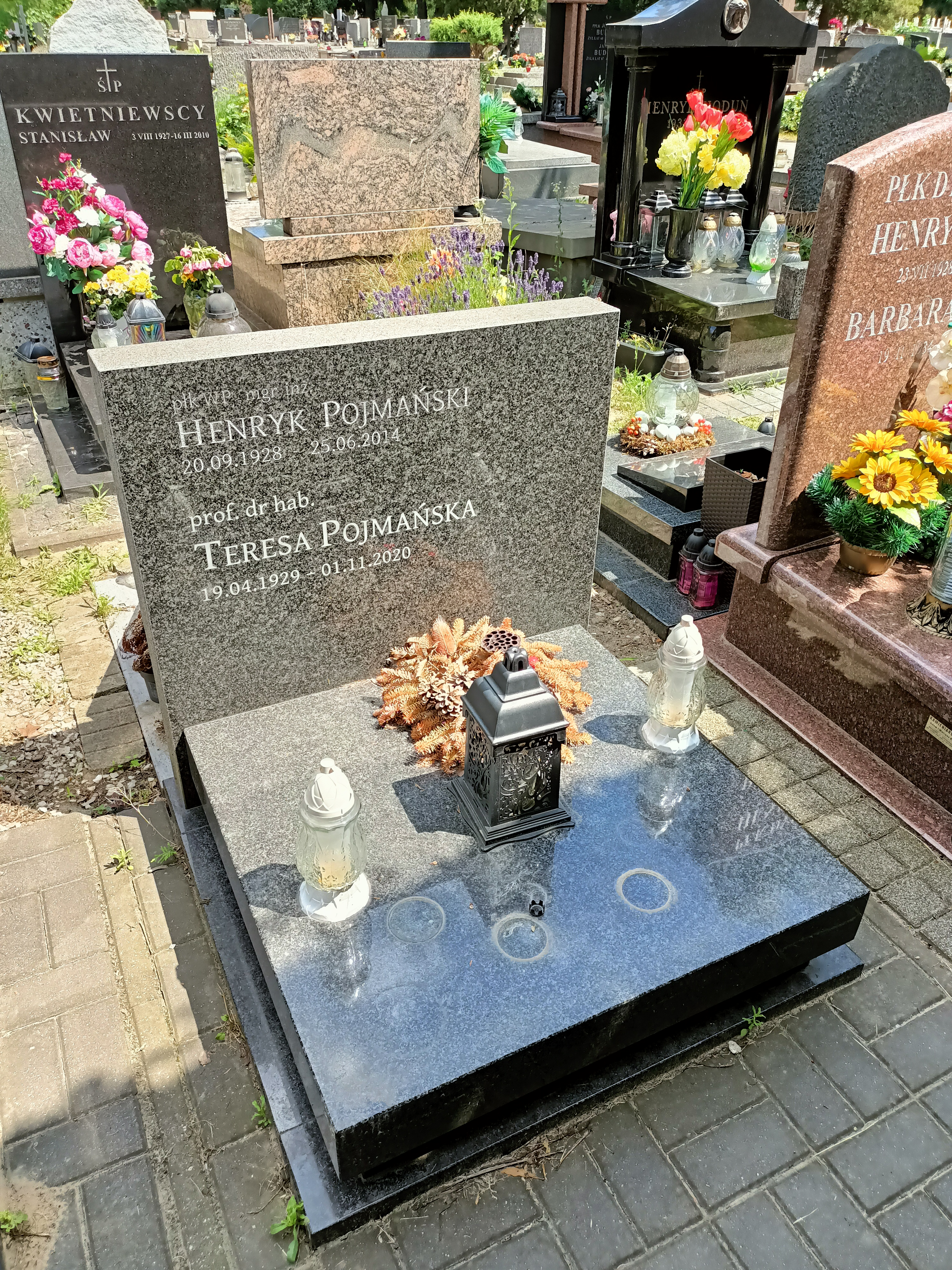
Grób Teresy Pojmańskiej na Cmentarzu Wojskowym na Powązkach

Teresa Pojmańska (ur. 19 kwietnia 1929 w Godzieszach Wielkich, zm. 1 listopada 2020 w Warszawie) – polska specjalistka w zakresie parazytologii ogólnej i systematycznej, prof. dr hab.

## Życiorys
Córka Tadeusza i Florentyny. W 1956 ukończyła studia na Uniwersytecie Warszawskim. Obroniła pracę doktorską, następnie uzyskała stopień doktor habilitowanej. W 1980 nadano jej tytuł profesora w zakresie nauk przyrodniczych. Od 1954 do 1999 była zatrudniona w Instytucie Parazytologii im. Witolda Stefańskiego Polskiej Akademii Nauk. Pełniła funkcję zastępczyni dyrektora ds. naukowych Instytutu (1992–1999) oraz Przewodniczącej Rady Naukowej (1999–2006).
Była członkinią Komitetu Parazytologii na II Wydziale – Nauk Biologicznych Polskiej Akademii Nauk oraz członkinią zwyczajną na IV Wydziale Nauk Biologicznych Towarzystwa Naukowego Warszawskiego.
W 1998 została odznaczona Krzyżem Kawalerskim Orderu Odrodzenia Polski.
Zmarła 1 listopada 2020. Pochowana na Cmentarzu Wojskowym na Powązkach.